# Rudolf Procházka (legionář)
Rudolf Procházka (9. dubna 1898 Jindřichův Hradec – 6. května 1945 Hradiště u Blovic) byl český úředník a legionář.

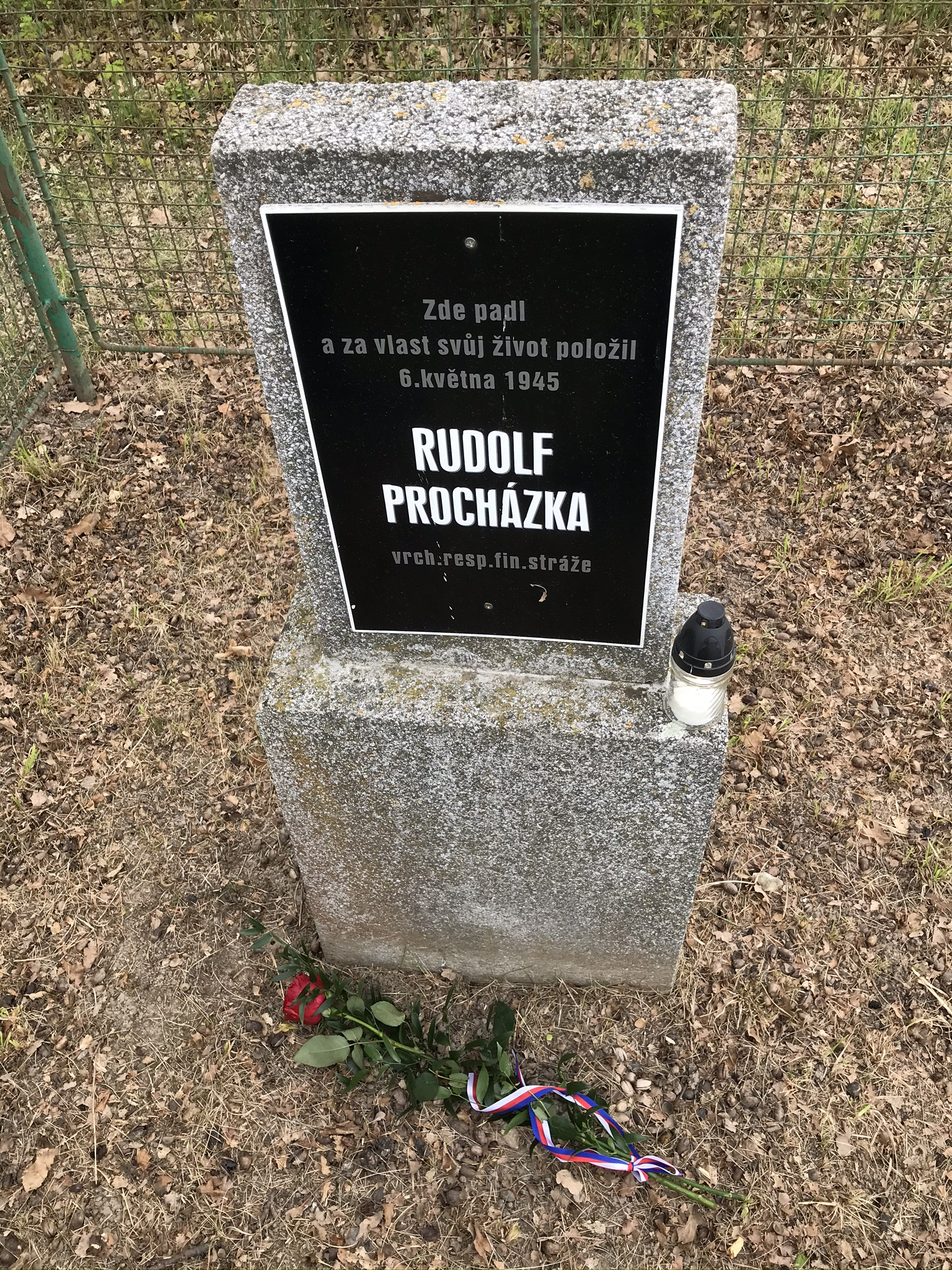
Pomník na místě zastřelení Němci

Rudolf Procházka se narodil 9. dubna 1898 v Jindřichově Hradci. Vyučil se krejčím.
Během první světové války sloužil u 23. střeleckého pluku rakousko-uherské armády a 19. srpna 1917 byl zajat u Bodres. 7. června 1918 se v Albánii přihlásil do československých legií a 17. srpna t. r. se stal příslušníkem depositní roty československých legií v Itálii.
Po návratu (demobilizován 31. prosince 1919) pracoval během první republiky jako vojenský policista v Košicích, odkud byl v roce 1939 převelen k finanční stráži do Štěnovic, kterážto obec se po odstoupení Sudet stala hraniční. Po okupaci zbytku Československa a zrušení finanční stráže byl zaměstnán jako úředník na berním úřadě v Plzni a poté na městském úřadě v Blovicích.
6. května 1945 došlo k průchodu německých vojáků Hradištěm, přičemž narazili na hlídkujícího Procházku. Ten nedbal německých žádostí, aby nestřílel a zahájil palbu, kterou Němci opětovali. Po krátké přestřelce byl Procházka zastřelen, dva další Češi, kteří se v průběhu připojili, byli raněni. Na německé straně nebyl zraněn nikdo a celá kolona pokračovala směrem na Kotousov.
Na místě přestřelky dala Albína Procházková postavit pomník upomínající Procházkovo zastřelení, který byl odhalen 31. března 1951.